# Dissemineret intravaskulær koagulation
Dissemineret intravaskulær koagulation (dissemineret intravæskulær koagulopati forkortet DIC(efter det engelske Disseminated intravascular coagulation) er en patologisk aktivering af koagulationsmekanismerne som respons på flere mulige sygdomme. DIC fører til dannelse af små blodpropper i blodkarrene i hele kroppen.